# Melocactus caroli-linnaei
Melocactus caroli-linnaei är en kaktusväxtart som beskrevs av Nigel Paul Taylor. Melocactus caroli-linnaei ingår i släktet Melocactus och familjen kaktusväxter. Inga underarter finns listade i Catalogue of Life.